# Antonio Sabatelli

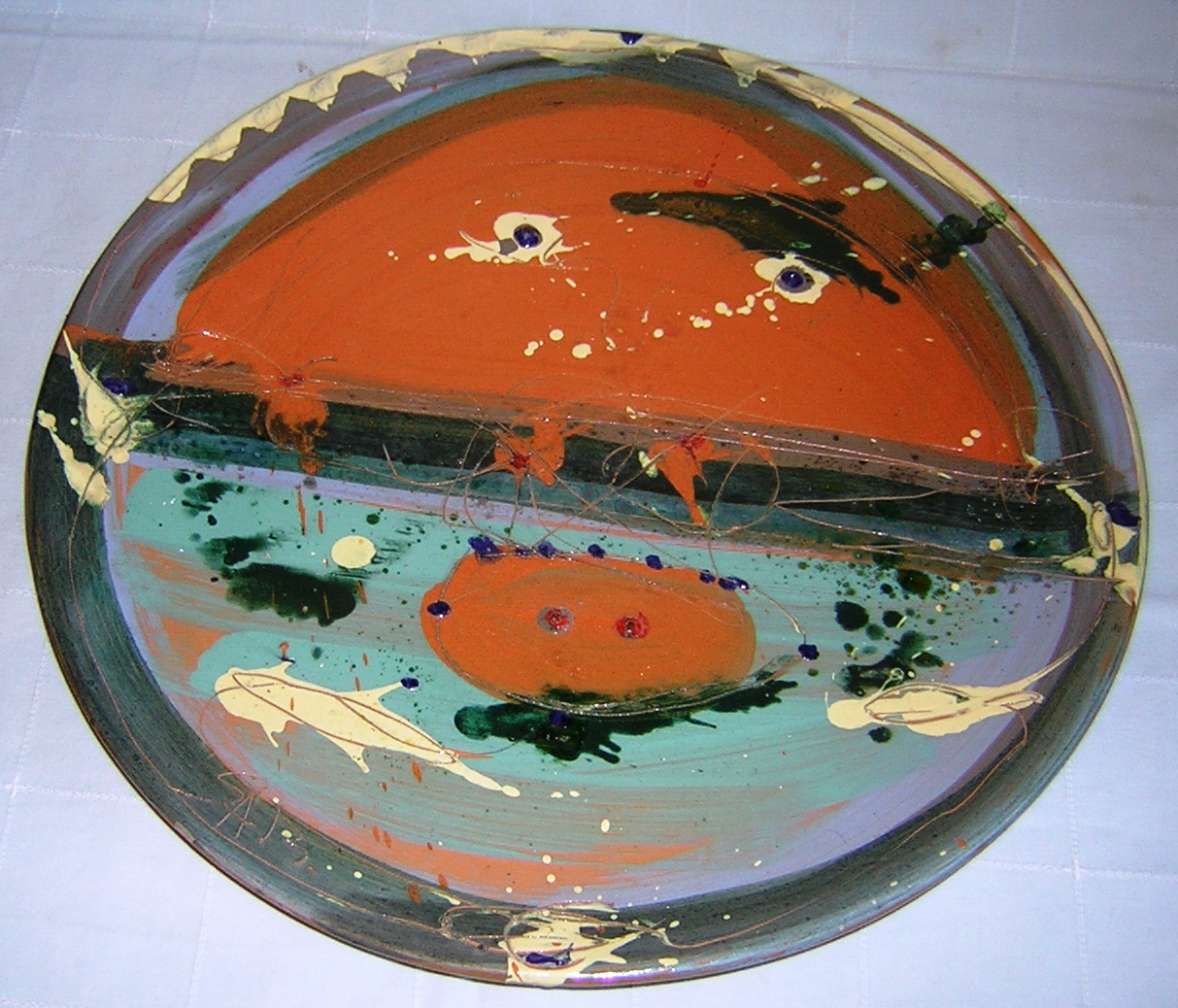
piatto anni 50, tipica fantasia marinaresca e notevole testimonianza della sensibilità coloristica e delle capacità formali e di sintesi del maestro

Antonio Sabatelli, in arte Saba Telli (Albisola Superiore, 13 ottobre 1922 – Albisola Superiore, 31 dicembre 2001), è stato un pittore, ceramista e scultore italiano.

## Biografia
Antonio Sabatelli (era uso firmare le sue opere «Saba-telli»), pittore, scultore e ceramista, considerato uno dei più brillanti esponenti del panorama artistico nazionale degli anni cinquanta, sessanta e settanta, è nato ad Albisola nel 1922.

### La formazione e gli anni giovanili
Cresciuto in una famiglia dedita alla ceramica (il nonno era Giuseppe Piccone fondatore della fabbrica Piccone)  cominciò sin da bambino a lavorare con l'argilla e a 14 anni va da Tullio Mazzotti e da Bianco per affinare la tecnica.
Dopo questa prima formazione nella sua città natale, nel 1938 scappa di casa e si trasferisce a Torino, dove conosce Persico, Levi e diviene allievo di Luigi Spazzapan, l'artista che più di tutti ritiene interessante siccome non fa mostre, non vende quadri e rifugge da tutti gli «ismi» del suo tempo.
Nel '40 si sposta a Milano, dove diviene amico dello scultore Luigi Broggini e nel frattempo, conseguita la licenza liceale. Si iscrive dapprima alla facoltà di medicina e, successivamente, a quella di architettura. Scoppiata la seconda guerra mondiale e vi partecipa arruolato come sottufficiale nella Regia Marina.
Nel dopoguerra approda a Parigi. Qui frequenta artisti e letterati: Camus, Caffi, Salvemini e Sartre. Insegna ceramica nei corsi organizzati dall'Istituto Italiano di Cultura.
Grande viaggiatore, si reca in Paesi Bassi, Svizzera, Inghilterra, Germania e Cina.

### Anni sessanta: il ritorno ad Albisola
Ritornato ad Albissola Marina, negli anni sessanta, stabilisce una collaborazione con le manifatture di Bianco d'Albisola e "Isola Ceramiche" di Tonino Tortarolo e Federico Anselmo.
Erano anni d´oro per le neo avanguardie della ceramica, come veicolo espressivo: ad Albisola era arrivato Lucio Fontana, che dimorava vicino a Pozzo Garitta. Nel 1957 si inaugura la prima mostra collettiva che riunisce soltanto Fontana, Sassu, Fabbri, Reggiani e Siri. Per la prima volta appare il logo realizzato e offerto al circolo degli artisti da Antonio Sabatelli.
Dopo di allora sono numerose le iniziative che Sabatelli realizza e indimenticabile per Albissola rimane la rassegna degli aquiloni dipinti dagli stessi artisti.
Famoso ritrovo degli artisti erano i tavolini di Checchin, ove si incontravano artistiti come Aligi Sassu, Agenore Fabbri, Asger Jorn, Karel Appel, Roberto Crippa.
Antonio Sabatelli difficilmente si aggregava a questi colleghi: pur facendo parte a pieno titolo di quel movimento, si manteneva in disparte. Questo all'insegna del suo temperamento anarchico e ribelle.
Nel 1961 prende parte al III Festival Albisolese della Ceramica svoltosi a Villa Gavotti.
Nel 1963 rientra tra i venti artisti-ceramisti che contribuiscono realizzazione del Lungomare degli artisti di Albissola Marina, ove è suo uno dei pannelli policromi. Nel medesimo anno concorre alla quinta edizione del Festival Albisolese.
Nel 1966, in occasione del 150º anniversario dell'incoronazione della Vergine di Savona, è invitato da Tullio d'Albisola alla mostra "Ceramiche omaggio a Nostra Signora di Misericordia", per la quale e, Saba Telli realizza un grande piatto in terracotta decorata da smalti e ingobbi, dal titolo "Madonna di Misericordia e il Beato Botta".
Negli anni successivi crea originali maioliche preso i forni della manifatture albisolesi, nella neonata "San Giorgio ceramiche" collabora solo poco tempo a causa del suo forte temperamento.
Nel 1969 espone, in coppia con il ceramista Ansgar Elde, nella mostra organizzata dalla Galleria 77 di Albissola Marina.
Ancora nel 1969 costituisce, grazie al supporto tecnico di Tonino Tortarolo e l'azione commerciale di Angelo Germano, la "fornogalleria" (laboratorio, fornace e galleria d'arte) "La Ruota” di Albissola Mare, avviando una produzione di prodotti monotipi d'artista e complementi architettonici e allestisce uno spazio riservato alle mostre, in cui vengono collocate opere di importanti ceramisti italiani e stranieri.

### L'abbandono dell'attività artistica e le collaborazioni internazionali
La bottega-galleria rimane attiva solo per alcuni anni, dopodiché Saba Telli, spirito inquieto e iroso, intorno alla metà degli anni settanta lascia la bottega.
Non manca però di tenere collaborazioni con l'UNESCO e la cineteca di Parigi, fa anche il fotografo per la rivista Vogue. Inoltre realizza importanti gioielli (ciondoli e anelli) presso varie oreficerie; Degni di nota sono gli accendini smaltati con tarocchi e segni zodiacali realizzati presso Cartier.
Negli anni '70 (1971-1977) partecipa in veste di socio ordinario ai convegni internazionali della ceramica, per il centro ligure per la storia della ceramica di Albissola, a villa Faragiana.
Sul finire degli anni '70 intraprende un viaggio in crociera intorno al mondo e rientrato ad Albissola realizza numerose tele e ceramiche incentrate sul tema orientale "Saba-Ming".
Col passare degli anni riduce sempre più la produzione artistica ritirandosi nella grande Villa Irene dove negli anni '90 sfugge per miracolo ad un grave incendio che oltre a distruggere innumerevoli opere e i ricordi di una vita (vorace lettore possedeva migliaia di libri, collezionista di tappeti e ceramiche oltre a tutto ciò che lo incuriosiva) rimane leggermente ustionato.

### La morte e i riconoscimenti postumi
A causa di complicanze fisiche e all'età Antonio Sabatelli muore il 31 dicembre 2001.
Nel suo libro «Le voci», Anna Traverso, lo ricorda così: «Non c´è. È uscito urlando ingiurie a preciso indirizzo. lasciando sul cavalletto l'opera della sua vita incompiuta».
Tra gli artisti della nuova generazione a lui ispirati: Gian Genta che ne ha conosciuto e condiviso il linguaggio ed Ivan Cuvato.
Negli ultimi anni la sua attività artistica è stata rivalutata da numerose mostre istituzionali e private.
Nell'agosto 2008 la casa in cui per decenni ha vissuto l'artista (Villa Irene meglio nota come Villa Sabatelli) viene acquistata da un operatore immobiliare che presenta un progetto di demolizione dell'edificio e di riutilizzo della volumetria esistente per la realizzazione di miniappartamenti. il Comune di Albisola Superiore anche su richiesta di Italia Nostra richiede alla Soprintendenza dei beni culturali e ambientali della Liguria l'apposizione del vincolo monumentale sull'edificio che diventa bene tutelato dallo Stato nel 2009. A seguito dell'apposizione del vincolo viene bocciato il progetto di demolizione e villa Irene è oggi oggetto di mero restauro conservativo.